# Lijst van gouverneurs van Mississippi
Dit is een lijst met gouverneurs van de Amerikaanse staat Mississippi. Voordat Mississippi een staat werd had zij de status van territorium. 

## Territoriale Gouverneurs
| Naam                           | Termijn   | Partij                   |
| ------------------------------ | --------- | ------------------------ |
| Winthrop Sargent               | 1798-1801 | Federalist               |
| William Charles Cole Claiborne | 1801-1805 | Democratisch-Republikein |
| Robert Williams                | 1805-1809 | Democratisch-Republikein |
| David Holmes                   | 1809-1817 | Democratisch-Republikein |

## Gouverneurs van Mississippi (1817–heden)
| Nr. | Gouverneur van Mississippi Governor of Mississippi | Gouverneur van Mississippi Governor of Mississippi | Gouverneur van Mississippi Governor of Mississippi | Ambtstermijn     | Ambtstermijn     | Partij(en)   | Verkiezing(en) |
| --- | -------------------------------------------------- | -------------------------------------------------- | -------------------------------------------------- | ---------------- | ---------------- | ------------ | -------------- |
| 1   |                                                    | David Holmes                                       | David Holmes (1769–1832)                           | 10 december 1817 | 5 januari 1820   | DR           | 1817           |
| 2   |                                                    | George Poindexter                                  | George Poindexter (1779–1853)                      | 5 januari 1820   | 8 januari 1822   | DR           | 1819           |
| 3   |                                                    | Walter Leake                                       | Walter Leake (1762–1825)                           | 8 januari 1822   | 17 november 1825 | DR           | 1821           |
| 3   | 1823                                               | Walter Leake                                       | Walter Leake (1762–1825)                           | 8 januari 1822   | 17 november 1825 | DR           |                |
| 4   |                                                    | Gerard Brandon                                     | Gerard Brandon (1788–1850)                         | 17 november 1825 | 6 januari 1826   | DR           |                |
| 5   |                                                    | David Holmes                                       | David Holmes (1769–1832)                           | 6 januari 1826   | 26 juli 1826     | DR           | 1825           |
| 6   |                                                    | Gerard Brandon                                     | Gerard Brandon (1788–1850)                         | 26 juli 1826     | 20 januari 1832  | DR           | 1825           |
| 6   | DR (1826–28)                                       | Gerard Brandon                                     | Gerard Brandon (1788–1850)                         | 26 juli 1826     | 20 januari 1832  | 1827         |                |
| 6   | D (1828–32)                                        | Gerard Brandon                                     | Gerard Brandon (1788–1850)                         | 26 juli 1826     | 20 januari 1832  | 1827         |                |
| 6   | 1829                                               | Gerard Brandon                                     | Gerard Brandon (1788–1850)                         | 26 juli 1826     | 20 januari 1832  |              |                |
| 7   |                                                    | Abram Scott                                        | Abram Scott (1785–1833)                            | 20 januari 1832  | 12 juli 1833     | NR (1832–33) | 1831           |
| 7   | W (1833)                                           | Abram Scott                                        | Abram Scott (1785–1833)                            | 20 januari 1832  | 12 juli 1833     |              | 1831           |
| 8   |                                                    | Charles Lynch                                      | Charles Lynch (1783–1853)                          | 12 juli 1833     | 20 november 1833 | W            | 1831           |
| 9   |                                                    | Hiram Runnels                                      | Hiram Runnels (1796–1857)                          | 20 november 1833 | 20 november 1835 | D            | 1833           |
| 10  |                                                    | John Quitman                                       | John Quitman (1798–1858)                           | 20 november 1835 | 6 januari 1836   | W            | 1833           |
| 11  |                                                    | Charles Lynch                                      | Charles Lynch (1783–1853)                          | 6 januari 1836   | 8 januari 1838   | W            | 1835           |
| 12  |                                                    | Alexander McNutt                                   | Alexander McNutt (1802–1848)                       | 8 januari 1838   | 10 januari 1842  | D            | 1837           |
| 12  | 1839                                               | Alexander McNutt                                   | Alexander McNutt (1802–1848)                       | 8 januari 1838   | 10 januari 1842  | D            |                |
| 13  |                                                    | Tilghman Tucker                                    | Tilghman Tucker (1802–1859)                        | 10 januari 1842  | 10 januari 1844  | D            | 1841           |
| 14  |                                                    | Albert Brown                                       | Albert Brown (1813–1880)                           | 10 januari 1844  | 10 januari 1848  | D            | 1843           |
| 14  | 1845                                               | Albert Brown                                       | Albert Brown (1813–1880)                           | 10 januari 1844  | 10 januari 1848  | D            |                |
| 15  |                                                    | Joseph Matthews                                    | Joseph Matthews (1812–1862)                        | 10 januari 1848  | 10 januari 1850  | D            | 1847           |
| 16  |                                                    | John Quitman                                       | John Quitman (1798–1858)                           | 10 januari 1850  | 3 februari 1851  | D            | 1849           |
| 17  |                                                    | John Guion                                         | John Guion (1802–1855)                             | 3 februari 1851  | 5 november 1851  | D            | 1849           |
| 18  |                                                    | James Whitfield                                    | James Whitfield (1791–1875)                        | 5 november 1851  | 8 januari 1852   | D            | 1849           |
| 19  |                                                    | Henry Foote                                        | Henry Foote (1804–1880)                            | 8 januari 1852   | 5 januari 1854   | UP           | 1851           |
| 20  |                                                    | John Pettus                                        | John Pettus (1813–1867)                            | 5 januari 1854   | 10 januari 1854  | D            | 1851           |
| 21  |                                                    | John McRae                                         | John McRae (1815–1868)                             | 10 januari 1854  | 17 november 1857 | D            | 1853           |
| 21  | 1855                                               | John McRae                                         | John McRae (1815–1868)                             | 10 januari 1854  | 17 november 1857 | D            |                |
| 22  |                                                    | William McWillie                                   | William McWillie (1795–1869)                       | 17 november 1857 | 20 november 1859 | D            | 1857           |
| 23  |                                                    | John Pettus                                        | John Pettus (1813–1867)                            | 20 november 1859 | 15 november 1863 | D            | 1859           |
| 23  | 1861                                               | John Pettus                                        | John Pettus (1813–1867)                            | 20 november 1859 | 15 november 1863 | D            |                |
| 24  |                                                    | Charles Clark                                      | Charles Clark (1811–1877)                          | 15 november 1863 | 15 juni 1868     | D            | 1863           |
| 25  |                                                    | William Sharkey                                    | William Sharkey (1792–1873)                        | 15 juni 1865     | 15 oktober 1865  | O            | [ 5 ]          |
| 26  |                                                    | Benjamin Humphreys                                 | Benjamin Humphreys (1808–1882)                     | 15 oktober 1865  | 15 juni 1868     | D            | 1865           |
| 27  |                                                    | Adelbert Ames                                      | Major General Adelbert Ames (1835–1933)            | 15 juni 1868     | 10 maart 1870    | O            | [ 6 ]          |
| 28  |                                                    | James Alcorn                                       | James Alcorn (1816–1894)                           | 10 maart 1870    | 1 december 1871  | R            | 1869           |
| 29  |                                                    | Ridgley Powers                                     | Ridgley Powers (1836–1912)                         | 1 december 1871  | 4 januari 1874   | R            | 1869           |
| 30  |                                                    | Adelbert Ames                                      | Adelbert Ames (1835–1933)                          | 4 januari 1874   | 30 maart 1876    | R            | 1873           |
| 31  |                                                    | John Marshall Stone                                | John Marshall Stone (1830–1900)                    | 30 maart 1876    | 1 januari 1882   | D            | 1873           |
| 31  | D                                                  | John Marshall Stone                                | John Marshall Stone (1830–1900)                    | 30 maart 1876    | 1 januari 1882   | 1877         |                |
| 32  |                                                    | Robert Lowry                                       | Robert Lowry (1829–1910)                           | 1 januari 1882   | 12 januari 1890  | D            | 1881           |
| 32  | 1885                                               | Robert Lowry                                       | Robert Lowry (1829–1910)                           | 1 januari 1882   | 12 januari 1890  | D            |                |
| 33  |                                                    | John Marshall Stone                                | John Marshall Stone (1830–1900)                    | 12 januari 1890  | 20 januari 1896  | D            | 1899           |
| 34  |                                                    | Anselm McLaurin                                    | Anselm McLaurin (1848–1909)                        | 20 januari 1896  | 15 januari 1900  | D            | 1895           |
| 35  |                                                    | Andrew Longino                                     | Andrew Longino (1854–1942)                         | 15 januari 1900  | 20 januari 1904  | D            | 1899           |
| 36  |                                                    | James Vardaman                                     | James Vardaman (1861–1930)                         | 20 januari 1904  | 20 januari 1908  | D            | 1903           |
| 37  |                                                    | Edmond Noel                                        | Edmond Noel (1856–1927)                            | 20 januari 1908  | 16 januari 1912  | D            | 1907           |
| 38  |                                                    | Earl Brewer                                        | Earl Brewer (1869–1942)                            | 16 januari 1912  | 18 januari 1916  | D            | 1911           |
| 39  |                                                    | Theodore Bilbo                                     | Theodore Bilbo (1877–1947)                         | 18 januari 1916  | 18 januari 1920  | D            | 1915           |
| 40  |                                                    | Lee Russell                                        | Lee Russell (1875–1943)                            | 18 januari 1920  | 22 januari 1924  | D            | 1919           |
| 41  |                                                    | Henry Whitfield                                    | Henry Whitfield (1868–1927)                        | 22 januari 1924  | 18 maart 1927    | D            | 1923           |
| 42  |                                                    | Dennis Murphree                                    | Dennis Murphree (1886–1949)                        | 18 maart 1927    | 16 januari 1928  | D            | 1923           |
| 43  |                                                    | Theodore Bilbo                                     | Theodore Bilbo (1877–1947)                         | 16 januari 1928  | 20 januari 1932  | D            | 1927           |
| 44  |                                                    | Martin Conner                                      | Martin Conner (1891–1950)                          | 20 januari 1932  | 20 januari 1936  | D            | 1931           |
| 45  |                                                    | Hugh White                                         | Hugh White (1881–1965)                             | 20 januari 1936  | 16 januari 1940  | D            | 1935           |
| 46  |                                                    | Paul Johnson sr.                                   | Paul Johnson sr. (1880–1943)                       | 16 januari 1940  | 26 december 1943 | D            | 1939           |
| 47  |                                                    | Dennis Murphree                                    | Dennis Murphree (1886–1949)                        | 26 december 1943 | 18 januari 1944  | D            | 1939           |
| 48  |                                                    | Thomas Bailey                                      | Thomas Bailey (1888–1946)                          | 18 januari 1944  | 2 november 1946  | D            | 1943           |
| 49  |                                                    | Fielding Wright                                    | Fielding Wright (1895–1956)                        | 2 november 1946  | 22 januari 1952  | D            | 1943           |
| 50  | D                                                  | Fielding Wright                                    | Fielding Wright (1895–1956)                        | 2 november 1946  | 22 januari 1952  | 1947         |                |
| 51  |                                                    | Hugh White                                         | Hugh White (1881–1965)                             | 22 januari 1952  | 16 januari 1956  | D            | 1951           |
| 52  |                                                    | James Coleman                                      | James Coleman (1914–1991)                          | 16 januari 1956  | 20 januari 1960  | D            | 1955           |
| 53  |                                                    | Ross Barnett                                       | Ross Barnett (1898–1987)                           | 20 januari 1960  | 20 januari 1964  | D            | 1959           |
| 54  |                                                    | Paul Johnson jr.                                   | Paul Johnson jr. (1916–1985)                       | 20 januari 1964  | 16 januari 1968  | D            | 1963           |
| 55  |                                                    | John Bell Williams                                 | John Bell Williams (1918–1983)                     | 16 januari 1968  | 18 januari 1972  | D            | 1967           |
| 56  |                                                    | Bill Waller                                        | Bill Waller (1926–2011)                            | 18 januari 1972  | 20 januari 1976  | D            | 1971           |
| 57  |                                                    | Cliff Finch                                        | Cliff Finch (1927–1986)                            | 20 januari 1976  | 22 januari 1980  | D            | 1975           |
| 58  |                                                    | William Winter                                     | William Winter (1923–2020)                         | 22 januari 1980  | 10 januari 1984  | D            | 1979           |
| 59  |                                                    | William Allain                                     | William Allain (1928–2013)                         | 10 januari 1984  | 12 januari 1988  | D            | 1983           |
| 60  |                                                    | Ray Mabus                                          | Ray Mabus (1948)                                   | 12 januari 1988  | 14 januari 1992  | D            | 1987           |
| 61  |                                                    | Kirk Fordice                                       | Kirk Fordice (1934–2004)                           | 14 januari 1992  | 10 januari 2000  | R            | 1991           |
| 61  | 1995                                               | Kirk Fordice                                       | Kirk Fordice (1934–2004)                           | 14 januari 1992  | 10 januari 2000  | R            |                |
| 62  |                                                    | Ronnie Musgrove                                    | Ronnie Musgrove (1956)                             | 10 januari 2000  | 14 januari 2004  | D            | 1999           |
| 63  |                                                    | Haley Barbour                                      | Haley Barbour (1947)                               | 14 januari 2004  | 10 januari 2012  | R            | 2003           |
| 63  | 2007                                               | Haley Barbour                                      | Haley Barbour (1947)                               | 14 januari 2004  | 10 januari 2012  | R            |                |
| 64  |                                                    | Phil Bryant                                        | Phil Bryant (1954)                                 | 10 januari 2012  | 15 januari 2020  | R            | 2011           |
| 64  | 2015                                               | Phil Bryant                                        | Phil Bryant (1954)                                 | 10 januari 2012  | 15 januari 2020  | R            |                |
| 65  |                                                    | Tate Reeves                                        | Tate Reeves (1974)                                 | 15 januari 2020  | heden            | R            | 2019           |
| 65  | 2023                                               | Tate Reeves                                        | Tate Reeves (1974)                                 | 15 januari 2020  | heden            | R            |                |

(D): Democraat · (R): Republikein · (O): Onafhankelijk